# Elaphoglossum crassipes
Elaphoglossum crassipes là một loài thực vật có mạch trong họ Lomariopsidaceae. Loài này được (Hieron.) Diels mô tả khoa học đầu tiên năm 1899.